# 陳豐義
陳豐義（1939年—），生於台灣南投縣，政治人物，中國國民黨籍，曾任中華民國監察院秘書長。2013年，因銷毀檔案不當，遭監察委員彈劾，是監察院史上第一位遭彈劾的秘書長。

## 生平
在陳履安任中國國民黨副秘書長時，陳豐義任職於中國國民黨中央委員會海外工作會。陳履安接任經濟部部長後，1988年，陳豐義隨之進入經濟部，擔任參事。
陳豐義任經濟部參事期間，高雄縣因石油化學工廠污染，發生林園事件。陳豐義奉陳履安之命南下協調，使林園工業區恢復運作，當時報紙曾稱他是「地下經濟部長」。
在陳履安職務調動之後，陳豐義隨之調動，曾任國防部參事、監察院秘書長、中華民國紅十字會副會長兼秘書長。
2008年，陳豐義回任監察院秘書長。
2013年，監委李復甸、馬以工在調查宜蘭縣政府對陳定南相關文史資料爭議時發現，監察院中的檔案有三分之一遭銷毀，其中包括需要永久保存的檔案及未達保存期限的檔案，全部檔案總計高161.5公尺，檔案未經清點、列冊、評鑑過程，未留下銷毀清冊，也沒有留下電子檔案副本，直接遭到銷毀。李復甸與馬以工以違反《中華民國檔案法》對陳豐義提出彈劾，但以7比4的票數遭否決。陳豐義表示，在2008年，因為監院空間不足，監委要求整理檔案，他決定成立專責小組，由前任與現任副祕書長陳吉雄、徐海泉擔任召集人，他只負責閱卷與審核，並不清楚檔案被銷毀的事。
2013年7月4日，監委馬以工、劉玉山、李復甸召開記者會，宣布彈劾案通過；陳豐義在同時間召開記者會反駁。監察院院長王建煊認為，陳豐義清掉很多無歸檔價值的資料，造成自己被彈劾，「努力辦事的人就會倒楣」。